# Винтерхальтер, Хьюго
Хьюго Винтерхальтер (15 августа 1909 - 17 сентября 1973) был американским аранжировщиком и композитором.

## Биография
Винтерхальтер родился в Уилкс-Барре, штат Пенсильвания. В 1931 году он окончил Университет Св. Марии в Эммитсбурге, штат Мэриленд, где играл на саксофоне для оркестра и пел в двух хорах. Позже он научился играть на скрипке и дудке в Музыкальной консерватории Новой Англии. После окончания он преподавал в школе в течение нескольких лет, прежде чем музыка стала его профессиональной деятельностью в середине 1930-х годов, тогда же он стал сессионный музыкантом и аранжировщиком для Каунта Бэйси, Томми Дорси, Рэймонда Скотта, Клода Торнхилла и других.
Винтерхальтер также выступал в роли аранжировщика для певцов, включая Дину Шор и Билли Экстайна, а также Эдди Хейвуда.
В 1948 году стал музыкальным руководителем на MGM Records. После двух лет работы с лейблом он присоединился к Columbia Records, где он записал пару хитов с записями «Jealous Heart» и «Blue Christmas».
В 1950 году Винтерхальтер перешёл в RCA Victor, где писал аранжировки для многих популярных артистов лейбла, включая Перри Комо, Гарри Белафонте, Эдди Фишера и братьев Эймс; он также записал несколько инструментальных альбомов, в том числе «Great Music Themes of Television» 1952 года, которые, как полагают, стали первым сборником песен на телевизионную тему. Многие его произведения вошли в хит-парадов чартов, в том числе «Mr. Touchdown, U.S.A.», «A Kiss to Build a Dream On», «Blue Tango», «Vanessa», «The Little Shoemaker» и «Song of The Barefoot Contessa». Вместе с пианистом Эдди Хейвудом он написал "Land of Dreams" (1954) и занял первое место в Billboard с "Canadian Sunset" 1956 года. Пластинка была продана тиражом более миллиона экземпляров и была награждена золотым диском RIAA. Успехом пользовались и его полнометражные альбомы Hugo Winterhalter Goes ..., на которых он, его хор и оркестр вносили определённый жанр музыки в свои аранжировки: Hugo Winterhalter Goes Continental, Hugo Winterhalter Goes Hawaiian, Hugo Winterhalter Goes Latin, Hugo Winterhalter Goes Gypsy и так далее.
Винтерхальтер оставался с RCA Victor до 1963 года, пока он не переехал в Капп; в том же году он также написал главную заглавную тему фильма «Diamond Head». В Kapp он записал несколько альбомов, включая The Best of '64 и его продолжение The Big Hits 1965 года, прежде чем покинуть лейбл для работы на Бродвее. Позднее работал на телевидении и продолжал записывать отдельные пластинки для разных бюджетных лейблов. Его последним американский чарт-синглом стал "Theme From 'Popi'", выпущенный на Musicor в 1969 году. Он достиг 35-го места в Billboard Easy Listening Top 40.
Винтерхальтер умер от рака в Гринуиче, штат Коннектикут, 17 сентября 1973 года. Он был удостоен звезды на голливудской «Аллее славы». Похоронен вместе со своей женой на Роклендском кладбище в Спаркилле, Нью-Йорк. У Винтерхальтера был сын, Уго Фрэнсис Винтерхальтер, который был убит во Вьетнаме 29 декабря 1966 года. Он был в 169-м батальоне боевых инженеров.